# Het Haeselaar, Bos en Broek en De Kuyper
Het Haeselaar, Bos en Broek en De Kuyper is een reeks van drie aaneengesloten natuurgebieden die zich bevindt ten noordwesten van Koningsbosch in de Nederlandse provincie Limburg.
Samen zijn deze gebieden 79 ha groot en ze zijn eigendom van de gemeente Echt-Susteren.
De gebieden bevinden zich alle op de steilrand die de overgang van het middenterras naar het hoogterras van de Maas markeert. De steilrand heeft een niveauverschil van ongeveer 15 meter.
De steilrand loopt vrijwel in noord-zuidelijke richting en zet zich voort over de Duitse grens tot Schalbruch, waar ze onderbroken wordt door het dal van de Saeffeler Bach.
De Kuyper, het meest zuidelijke deel, loopt door tot de Duitse grens. Noordelijker ligt Bos en Broek en het Haeselaar. In het oosten aangrenzend ligt de kalkzandsteenfabriek Xella De Hazelaar, met de bijbehorende groeven en plassen ten zuidoosten daarvan.
Het meest westelijke deel van het gebied was vroeger moerassig, want het werd gevoed met kwel als gevolg van het hoogteverschil van de steilrand.
Literatuur
Buggenum, H. van, Het Marissen en het Haeselaarsbroek. In: Natuur voor elkaar in het Maas-Swalm-Nette Grenspark. SNI Maastricht 2017.